# Bobby Burnett
Bobby Clell Burnett (Clinton, 4 gennaio 1943 – Marion, 1º ottobre 2016) è stato un giocatore di football americano statunitense che ha militato nel ruolo di running back nella American Football League (AFL).

## Carriera
Burnett al college giocò a football con gli Arkansas Razorbacks che nel 1964 furono proclamati campioni nazionali dalla Football Writers Association of America. Debuttò come professionista nel 1966 con i Buffalo Bills della AFL, accumulando 1.185 yard tra corse e ricezioni, venendo premiato come rookie dell'anno e convocato per l'All-Star Game. Nel resto della carriera non ebbe altrettanto successo, correndo al massimo 45 yard nel 1967 e chiudendo la sua esperienza nel football professionistico nel 1969 con i Denver Broncos.

## Palmarès
- AFL All-Star: 1

1966
- Rookie dell'anno della AFL - 1966